# اريك فريمان (عالم حاسوب)
اريك فريمان (بالإنجليزية: Eric Freeman)‏ هو عالم حاسوب أمريكي، ولد في 1965.

## وصلات خارجية
- الموقع الرسمي